# Emmerdale (album)
| Recensione | Giudizio |
| ---------- | -------- |
| AllMusic   | [ 4 ]    |

Emmerdale è l'album d'esordio dei The Cardigans, pubblicato nel 1994.

## Tracce

### CD
1. Sick & Tired – 3:24 (Peter Svensson, Magnus Sveningsson)
2. Black Letter Day – 4:31 (Peter Svensson, Magnus Sveningsson)
3. In the Afternoon – 4:10 (Peter Svensson, Magnus Sveningsson)
4. Over the Water – 2:13 (Peter Svensson, Magnus Sveningsson)
5. After All... – 2:56 (Peter Svensson, Magnus Sveningsson)
6. Cloudy Sky – 4:07 (Peter Svensson)
7. Our Space – 3:30 (Peter Svensson, Magnus Sveningsson)
8. Rise & Shine – 3:28 (Peter Svensson, Magnus Sveningsson)
9. Celia Inside – 3:34 (Peter Svensson, Magnus Sveningsson)
10. Sabbath Bloody Sabbath (Cover dei Black Sabbath) – 4:30 (Bill Ward, Geezer Butler, Ozzy Osbourne, Tony Iommi)
11. Seems Hard – 3:56 (Peter Svensson)
12. Last Song – 3:21 (Magnus Sveningsson)

## Formazione
- Nina Persson - voce
- Lars-Olof Johansson - piano, chitarra acustica
- Peter Svensson - chitarre, piano, basso, vibrafono, campane, percussioni, voce, arrangiamenti
- Peter Svensson - conduttore musicale (brano: Last Song)
- Magnus Sveningsson - basso
- Bengt Lagerberg - batteria, percussioni, fagotto, flauto dolce

Musicisti aggiunti
- Anders Nordgren - flauto (brani: Sick & Tired / In the Afternoon)
- Petter Lindgård - flicorno (brano: Black Letter Day)
- Ivan Bakran - grand piano (brani: Cloudy Sky / Seems Hard)
- Magdalena Gratjova - primo violino (brani: Cloudy Sky / Last Song)
- David Åhlén - secondo violino (brani: Cloudy Sky / Last Song)
- Albert Eckerbom - viola (brani: Cloudy Sky / Last Song)
- Anna-Maria Svensson - violoncello (brani: Cloudy Sky / Last Song)
- Tore Johansson - tromba (brano: Our Space)
- Tore Johansson - disco (brano: Sabbath Bloody Sabbath)
- Petter Lindgård - tromba (brani: Rise & Shine / Seems Hard)
- Jens Lindgård - trombone (brano: Seems Hard)
- Tambourine Studios - chaos (brano: Seems Hard)

Note aggiuntive
- Magical Mystery Tore Johansson - produttore
- Registrazioni (e mixaggio) effettuate al Tambourine Studios di Malmö (Svezia)
- Mastering effettuato da Björn Engelmann al Cutting Room (Stoccolma)
- Andreas Mattsson - art direction e design copertina CD
- Anders Kristensson - fotografia copertina CD[5]

## Classifiche
Album
| Anno | Classifica     | Posizione massima |
| ---- | -------------- | ----------------- |
| 1994 | Swedish Charts | 29                |